# Atkinsonella
Atkinsonella — рід грибів родини Clavicipitaceae. Назва вперше опублікована 1950 року.

## Класифікація
До роду Atkinsonella відносять 2 види:
- Atkinsonella hypoxylon
- Atkinsonella texensis